# Atlantic-Southeast-Airlines-Flug 2254
Der Atlantic-Southeast-Airlines-Flug 2254 (Flugnummer IATA: EV2254, ICAO: ASQ2254, Funkrufzeichen: ACEY 2254) war ein regionaler Inlandslinienflug der Atlantic Southeast Airlines vom Northwest Alabama Regional Airport in Muscle Shoals, Alabama zum Hartsfield–Jackson Atlanta International Airport in Georgia mit einem planmäßigen Zwischenstopp auf dem Regionalflughafen Gadsden Municipal Airport in Gadsden, Alabama. Am 9. April 1990 verunfallte auf dem Flug eine Embraer EMB 120RT kurz nach dem Start zum zweiten Abschnitt dieses Fluges, als sie mit einer Cessna 172 der Civil Air Patrol zusammenstieß. Die Cessna stürzte ab, wobei ihre beiden Insassen starben, die Embraer konnte trotz schwerer Beschädigungen sicher gelandet werden.

## Beteiligte Flugzeuge

### Embraer EMB 120 der Atlantic Southeast Airlines
Das erste beteiligte Flugzeug war eine Embraer EMB 120 mit der Werknummer 120011, die zunächst mit dem Luftfahrzeugkennzeichen PT-SIF auf den Hersteller zugelassen wurde. Am 31. Dezember 1985 wurde die Maschine mit dem Kennzeichen N217AS auf die Atlantic Southeast Airlines registriert und seitdem durchgehend von dieser betrieben. Das zweimotorige Kurzstreckenflugzeug war mit einer Druckkabine und zwei Turboproptriebwerken vom Typ Pratt & Whitney PW118A ausgerüstet.

#### Passagiere und Besatzung
An Bord der Maschine befand sich eine dreiköpfige Besatzung, bestehend aus einem Flugkapitän, einem Ersten Offizier und einer Flugbegleiterin. Der 56-jährige Flugkapitän William C. Query verfügte über 8.352 Stunden Flugerfahrung, wovon er 5.894 Stunden in der Rolle des Pilot in Command geflogen war. Auf die Embraer EMB 120 entfielen 902 Stunden. Erster Offizier war Quentin E. Haynes.

### Cessna 172 der Civil Air Patrol

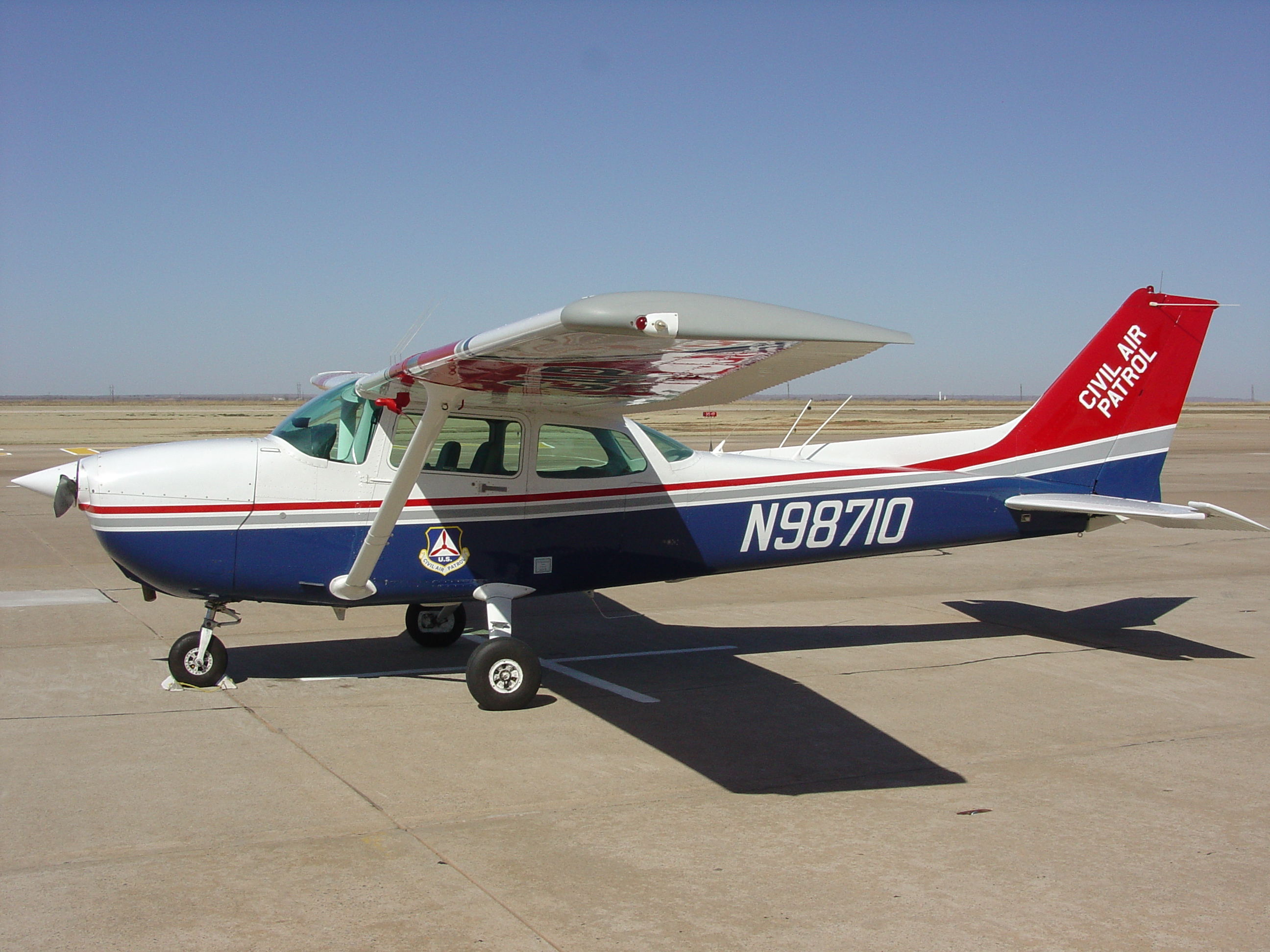
Eine Cessna 172 der Civil Air Patrol, baugleich der verunfallten Maschine

Das zweite beteiligte Flugzeug war eine 1985 gebaute Cessna 172P mit der Werknummer 17276455. Die Maschine mit dem Luftfahrzeugkennzeichen N99501 gehörte der Civil Air Patrol. Das einmotorige Schulflugzeug war mit einem Triebwerk des Typs Lycoming O-320 ausgestattet.

#### Insassen
An Bord der Maschine befanden sich ein Pilot und ein einzelner Passagier.

## Unfallhergang
Nachdem der Flug von Muscle Shoals nach Gadsden sowie die Zwischenlandung mit der Embraer EMB 120 ohne besondere Vorkommnisse absolviert wurden, startete die Maschine gegen 18 Uhr von der Startbahn 24 zum Weiterflug. Die Piloten flogen nach dem Start eine Linkskurve, um die Maschine auf einen Kurs ostwärts in Richtung Atlanta auszurichten und ließen die Maschine auf die zugewiesene Flughöhe von 5.000 Fuß steigen. Während sich die untergehende Sonne hinter ihnen befand, flog eine Cessna 172P der Civil Air Patrol zur gleichen Zeit in entgegengesetzter, westlicher Richtung. Die Maschinen kollidierten um 18:05 Uhr frontal miteinander. Der Pilot der Cessna verlor die Kontrolle über seine Maschine. Die Cessna schlug in einem Feld auf, wobei ihre beiden Insassen getötet wurden. Obwohl die rechte Höhenflosse der Embraer abgerissen war, gelang es ihren Piloten, die Kontrolle über die Maschine zu behalten, zum Flughafen Gadsden zurückzukehren und die Maschine dort notzulanden.

## Ursache
Die Piloten der Embraer gaben an, sie hätten die Cessna erst kurz vor der Kollision gesichtet und hätten versucht, die Flugzeugnase herunterzudrücken, um die Maschine in einen steilen Sinkflug zu bringen und die Kollision zu vermeiden, was jedoch nicht möglich gewesen sei. Ein Augenzeuge gab zu Protokoll, er hätte keine Ausweichversuche durch die Piloten der beiden Maschinen feststellen können.
Das National Transportation Safety Board, das den Unfall untersuchte, veröffentlichte seinen Abschlussbericht am 5. März 1993. Die Ermittler befanden, dass sich der Unfall ereignet habe, da die Piloten der beiden Maschinen im Sichtflug unzureichend Ausschau nach jeweils in der Nähe befindlichen Maschinen gehalten hätten. Als weiteren Faktor gaben die Ermittler die Blendung der Insassen der Cessna durch die untergehende Sonne an, wodurch deren Sicht stark eingeschränkt wurde.